# 佐藤かおり
佐藤 かおり（さとう かおり、1981年8月5日 - ）は東京都出身のレースクイーン、グラビアアイドル。
過激な露出をウリにした、着エロの分野で活動している。
元銀行員という経歴を持ち、銀行業務検定（税務、財務、法務）、秘書検定2級、中学校教員免許を取得している。

## 出演

### テレビ
- お姉さん★セクシーClub　（MONDOTV）
- 誘惑のマーメイド（MONDOTV）
- 花ざかりの君たちへ（2007年、フジテレビ）
- 『ぷっ』すま （2009年7月21日 テレビ朝日）
- もっと温泉に行こう指宿編 （フジテレビ721）

### WEB
- ダイナマイトチャンネル
- 東京艶女

### 映画
- 秘密潜入捜査官 ハニー&バニー（2007年） - 吉川かもめ 役
- マフィア VS アマゾネス軍団 Ｚ（2013年）

### ゲーム
- 剣闘士 グラディエータービギンズ（2010年）

### オリジナルビデオ
- グラビアヒロイン リボウルトアサシン エメラルダ（2007年1月12日、ZENピクチャーズ） - エメラルダ 役

### イメージDVD
- Dynamite Channel NO.7
- 月刊隆行通信19
- 佐藤かおり・渋谷道代 SQUEEZE(2002年9月26日、心交社）
- NEAR at HAND（2006年1月20日）[3]
- a curvaceous woman（2006年3月24日）
- 7elements（2006年8月26日）[4]
- 月刊 隆行通信 VOL.19（2006年11月1日）
- 激写X 佐藤かおり（2007年3月16日、日本メディアサプライ）
- エロビッチ（2007年7月7日、VEGA）[5]
- DAY DREAM（2008年3月21日、フォーサイド）
- 濡時間 ヌレドキ（2008年5月1日、ゴマブックス）
- 月刊 隆行通信 VOL.37（2008年5月1日、スタジオデュオ）
- 甘い密（2008年12月21日）
- EIGHT（2009年2月28日）[6]
- Milky Angel（2009年9月26日）
- 激嬢-着エロの伝道師-（2009年12月25日、ARDEN）
- 激嬢-妄想infinity-（2010年4月25日、ARDEN）共演：名波はるか
- 激嬢-オンナノニオイタチ-（2010年9月25日、ARDEN）共演：ASUKA
- 激嬢-裏女子会・淫OUT!!−（2012年1月25日、ARDEN）共演：神ユキ
- 恋・人・物・語（2012年3月30日、オルスタックピクチャーズ）
- ドキドキ◆カオリーナ (2012年8月23日、INTEC Inc)